# Kuriakose Elias Chavara
Svatý Cyriak Chavara (10. února 1805, Kainakary – 3. ledna 1871, Koonammavu) byl indický katolický kněz malabarského ritu, zakladatel Karmelitánů Neposkvrněné Panny Marie a spoluzakladatel Kongregace sester Matky Karmelu.

## Život
Ve třinácti letech byl přijat do ústavu pro výchovu a formaci budoucích bohoslovců. V roce 1829 byl vysvěcen na kněze. Od roku 1855 se datuje vznik terciářů řádu bosých karmelitánů malabarského ritu. U zrodu stál právě sv. Cyriak Charvara.
Od roku 1861 působil jako generální vikář syrsko-malabarské katolické církve v Indii. V roce 1866 spoluzakládal Kongregaci sester Matky Karmelu. Od nich se pak roku 1887 odštěpila Kongregace Tereziánských karmelitek, používajících římský ritus. Kongregace sester Matky Karmelu zachovávala malabarský ritus.
Svatý Cyriak Chavara byl již za svého života znám jako muž hluboké modlitby a příkladné zbožnosti. Znám je svou úctou k Eucharistickému Kristu a k Neposkvrněné Panně Marii. Za svého života horlivě bránil jednotu církve.
Zemřel roku 1871 v Koonammavu a v roce 1899 byly jeho ostatky přeneseny do Mannemamen. Je připomínán jako zakladatel a první z generálních priorů Karmelitánů Neposkvrněné Panny Marie.
Dne 3. dubna 2014 papež František uznal zázrak na jeho přímluvu. Svatořečen byl 23. listopadu 2014.